# Richard Dedekind
Julius Wilhelm Richard Dedekind (6 de octubre de 1831-12 de febrero de 1916) fue un matemático alemán. Nació en Brunswick, el más joven de los cuatro hijos de Julius Levin Ulrich Dedekind. Vivió con Julia, su hermana soltera, hasta que esta falleció en 1916. En 1848 entró en el Colegium Carolinum de su ciudad natal, y en 1850, con sólidos conocimientos de matemáticas en la Universidad de Gotinga.
Pionero en la axiomatización de la aritmética, propuso una definición axiomática del conjunto de los números enteros, así como una construcción rigurosa de los números reales a partir de números racionales, el denominado método de "cortes" de Dedekind (aunque ulteriormente se descubrió que esta idea había sido desarrollada previamente por el matemático francés Joseph Bertrand).

## Biografía

### Años de formación
Julius Wilhelm Richard Dedekind nació en Braunschweig, que es donde vivió la mayor parte de su vida y murió; en el seno de una familia culta, hijo menor de Caroline Emperius y Julius Levin Ulrich Dedekind, un juez que había enseñado en la Collegium Carolinum. Tenía dos hermanas, Julie y Mathilde, y un hermano, Adolf. A pesar del origen modesto de su padre, su infancia estuvo exenta de penurias económicas. Desde muy pequeño, Richard  demostró un extraordinario oído musical. El ambiente intelectual del hogar alimentó su pasión por la música durante toda la vida: aprendió a tocar el piano y el violín entre los juegos infantiles.  
Como Carl Friedrich Gauss antes que él, comenzó sus estudios en la Liceo Saint-Martin-et-Sainte-Catherine de Brunswick. La física y la química despertaron su curiosidad, mientras que las matemáticas le dejaron un poco frío. Con el tiempo, sin embargo, el razonamiento de sus disciplinas favoritas le pareció poco fiable, de modo que la pureza y el rigor del método matemático acabaron por convencerle. Estaba tan fascinado por las matemáticas que eclipsaron a la música y se convirtieron en su gran pasión. En 1848, deseoso de continuar sus estudios en este campo, Dedekind ingresó en la Collegium Carolinum de Brunswick, que gozaba de cierta reputación en la época. Allí recibió una excelente educación, ya que las diversas asignaturas, incluidas el cálculo diferencial e integral y la geometría analítica, se impartían a un alto nivel. Con motivo del jubileo organizado en 1849 para conmemorar el cincuenta aniversario del doctorado de Príncipe de los Matemáticos, la dirección del Collegium le envió una carta de felicitación, afirmando que Gauss había hecho posible lo imposible, lo que despertó inmediatamente la curiosidad de Dedekind. Sus ideas le conquistaron en cuanto estudió la representación geométrica del números complejos, lo que le llevó a sumergirse en su obra maestra, las Disquisitiones arithmeticae (1801), que empezó a estudiar.
En 1850, Dedekind comenzó sus estudios universitarios en Gotinga y asistió a las clases de Moritz Stern sobre cálculo diferencial e integral, que le enseñaron poco más de lo que había aprendido en el Collegium Carolinum. Sin embargo, Stern tuvo una influencia indirecta y positiva en la educación de muchos estudiantes de Gotinga, ya que creó el seminario de física y matemáticas con Weber. Dedekind participó en él casi de inmediato, lo que le permitió descubrir las ideas innovadoras de Weber, perfeccionar sus conocimientos de teoría de números con Stern y conocer a Bernhard Riemann, de quien se convirtió en ayudante en 1851. En el Collegium Carolinum, Dedekind había conocido las proezas matemáticas de Gauss, a quien más tarde conoció en Gotinga. En el segundo semestre, se sintió lo suficientemente competente como para asistir a las conferencias del príncipe de los matemáticos. 
Además de presentar los elementos esenciales del método de los mínimos cuadrados, estas conferencias tienden puentes hacia otras ramas de las matemáticas, como cálculo de probabilidad e integrales definidas. La participación de Dedekind en conferencias sobre mínimos cuadrados le sirvió de tarjeta de visita y Gauss aceptó poco después dirigir su tesis doctoral. Basándose en el área de investigación sugerida por su tutor, escribió su tesis Über die Theorie der Eulerschen Integrale (Sobre la teoría de las Integrales de Euler), que defendió con éxito en 1852. Su tesis era hábil y autocontenida, pero no mostraba ningún talento especial, a diferencia del trabajo posterior de Dedekind. El matemático escocés Eric Temple Bell cita a Gauss comentando su tesis: "La tesis preparada por Herr Dedekind es el resultado de una investigación sobre el cálculo integral, un tema que es cualquier cosa menos trivial. El autor demuestra un buen conocimiento de estas cuestiones fundamentales, pero también una independencia de juicio que sin duda le augura un buen futuro".  Con poco más de veinte años, Richard Dedekind se doctoró, convirtiéndose en el más joven y el último en hacerlo bajo la tutela del "príncipe de los matemáticos". Después de 1852, pasó unos años trabajando en un proyecto de investigación que le permitió obtener su habilitación. A mediados del siglo XIX, el plan de estudios de matemáticas de las universidades alemanas estaba diseñado para preparar a los profesores para la enseñanza en instituciones como el Gymnasium o el Collegium Carolinum. Para ingresar en el cuerpo docente universitario era necesario superar un examen de habilitación que constaba de dos elementos: una tesis (Habilitationsschrift) y una conferencia basada en dicha tesis (Habilitationsrede).}}. Tras pasar dos años en Berlín, en junio de 1854, en presencia de Gauss y Weber, presentó el fruto de sus investigaciones, una tesis titulada "Sobre la introducción de nuevas funciones en las matemáticas". Una vez habilitado, obtuvo el título de Privatdozent en Gotinga, pocas semanas después de que su amigo Bernhard Riemann lo hubiera obtenido gracias a dos conferencias memorables.

### Actividades profesionales
Durante los siguientes años, estudió teoría de números y otras materias con Gustav Dirichlet, al que le uniría una gran amistad. Para ampliar sus conocimientos, abordó el estudio de las funciones abelianas y elípticas de la mano del genial Bernhard Riemann. Sólo tras estas experiencias, en su formación, encontró al fin sus campos de trabajo principales: el álgebra y la teoría de números algebraicos. Se dice de él que fue el primero en impartir clases universitarias sobre la teoría de las ecuaciones de Galois. Fue además el primero en comprender el significado fundamental de las nociones de grupo, cuerpo, Ideal en el campo del álgebra, la teoría de números y la geometría algebraica.
Sus cortaduras zanjan definitivamente el problema de la fundamentación del análisis al definir el conjunto de los números reales a partir de los racionales. En su magistral artículo de 1872, Dedekind caracterizó los números reales como un cuerpo ordenado y completo, y ofreció un desarrollo de toda la cuestión que es un modelo de organización y claridad.
Su trabajo sobre los números naturales fue también fundamental, sentando bases para la teoría de conjuntos, junto con Frege y Cantor, y dando una fundamentación muy rigurosa de los llamados Axiomas de Peano (publicados por el italiano un año más tarde).
Con ser importantes, esas no fueron las contribuciones principales de Dedekind a la matemática pura: trabajó toda su vida en la teoría de números algebraicos, que en buena medida creó. Y en el proceso, sentó muchos de los métodos característicos del álgebra moderna, hasta el punto de que Emmy Noether solía repetir que "todo está ya en Dedekind".
La correspondencia de Dedekind con otros matemáticos resultó especialmente fructífera y estimulante: ante todo la correspondencia con Cantor, donde asistimos al nacimiento de la teoría de conjuntos transfinitos; pero también la correspondencia con Heinrich Martin Weber, que entre otras cosas condujo a un artículo pionero de la geometría algebraica; y la que mantuvo con Frobenius, impulsando el desarrollo de la teoría de representaciones de grupos.

### Una vejez honrada
A partir de entonces aprovechó al máximo la tranquilidad del hogar que compartía con su hermana Julie, ninguna de las cuales se había casado. Su hermano Adolf es el único de la familia que tiene descendencia. El final de su vida fue tranquilo, como los años anteriores. Quizás el episodio más turbulento fue su reencuentro con Georg Cantor en 1899, quien estaba preocupado por el futuro de la teoría de conjuntos debido al daño causado por las antinomias. Al jubilarse, Dedekind recibió un coro de elogios en reconocimiento a su larga y productiva carrera matemática. En enero de 1900, es miembro correspondiente de la Academia de París. En 1908 realizó una breve estancia en París; se desconoce si habló con sus homólogos, lo que sí sabemos es que dos años después, la Academia de París lo nombró miembro asociado, el más alto honor al que puede aspirar un científico extranjero  En 1914, Dedekind fue a Francia para aceptar su nombramiento y se negó rotundamente a firmar la declaración de apoyo al Káiser que muchos científicos alemanes se rebajaron a firmar en los albores de la Primera Guerra Mundial. Las academias de Gotinga, Berlín (1880) y París no son las únicas que lo distinguen. En 1900 fue elegido miembro de las academias de Roma y de la Academia Nacional de Ciencias Leopoldina de Halle. También recibió un doctorado honoris causa por las Universidades Christiana de Oslo, Zúrich y Brunswick. Aunque deja de enseñar, Dedekind no pone fin a su carrera investigadora. Esta investigación ciertamente no tiene el mismo impacto que sus trabajos anteriores, pero arroja nueva luz sobre su forma de razonar, comprender y desarrollar las matemáticas. Publicó varios artículos más, el último de los cuales apareció en 1912. En 1910, la ciudad de Brunswick le otorgó la medalla de oro en ciencia y cultura.
Su hermana Julie, con quien vivió, murió en 1914. Los últimos años de su vida fueron como casi toda su vida: tranquilos y ricos en matemáticas. El murió el 12 de febrero de 1916, mientras Europa es asolada por los cañones. Su lápida aún es visible en el cementerio de Brunswick 26.

## Obra

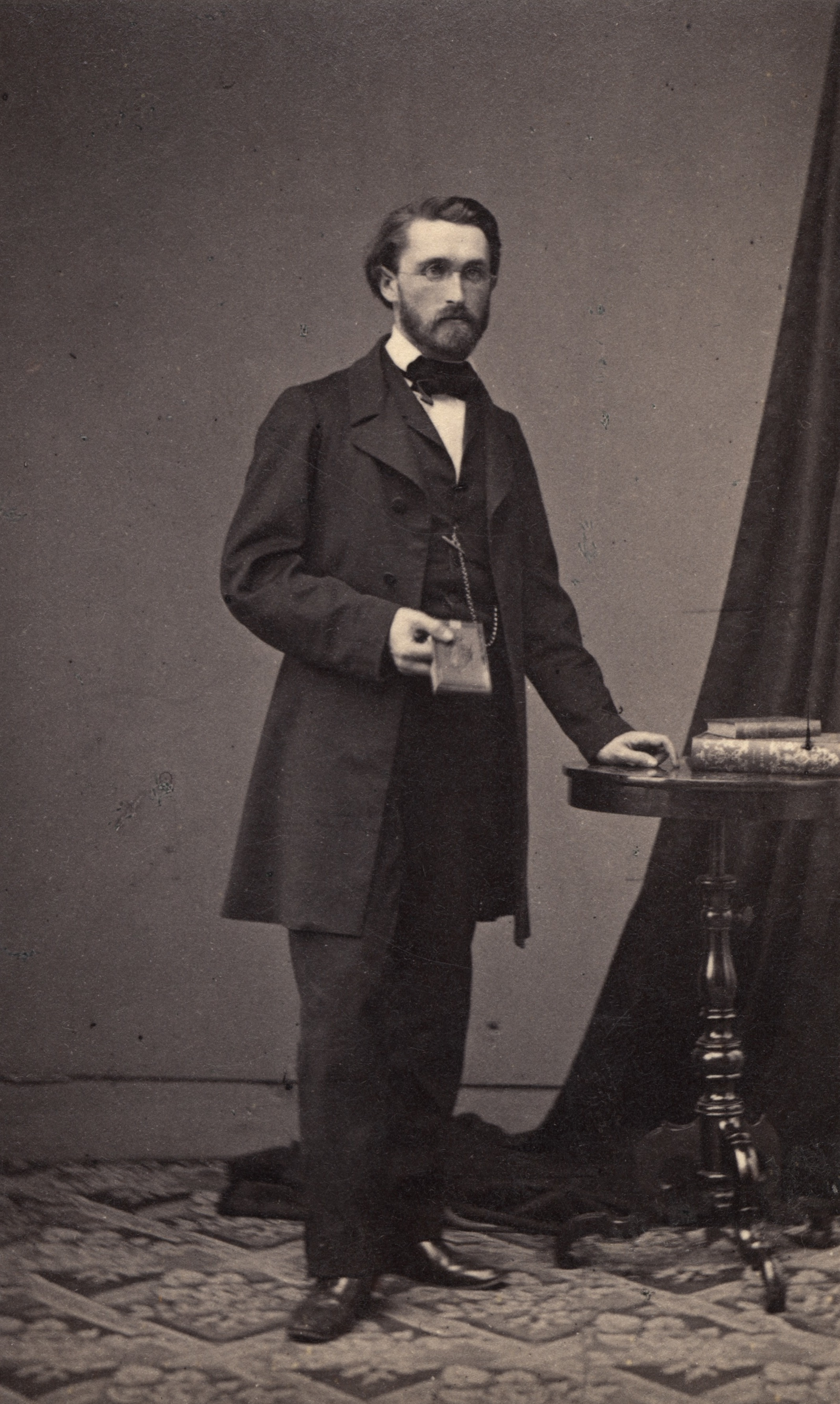
Dedekind, antes de 1886

Mientras enseñaba cálculos por primera vez en la escuela Politécnica, Dedekind desarrolló la noción ahora conocida como corte de Dedekind (en alemán: Schnitt), ahora una definición estándar de los números reales. La idea de un corte es que un número irracional divide los números racionales en dos clases (conjuntos), siendo todos los números de una clase (mayor) estrictamente mayor que todos los números de la otra clase (menor). Por ejemplo, la raíz cuadrada de 2 define todos los números no negativos cuyos cuadrados son menores que 2 y los números negativos en la clase menor, y los números positivos cuyos cuadrados son mayores que 2 en la clase mayor. Cada ubicación en el continuo de la recta numérica contiene un número racional o irracional. Por lo tanto, no hay lugares vacíos, lagunas o discontinuidades. Dedekind publicó sus pensamientos sobre los números irracionales y los recortes de Dedekind en su panfleto "Stetigkeit und irrationale Zahlen" ("Continuidad y números irracionales"); en la terminología moderna, Vollständigkeit, completad.
Dedekind definió dos conjuntos como "similares" cuando existe una correspondencia uno a uno entre ellos.  Invocó similitud para dar la primera definición precisa de un conjunto infinito: un conjunto es infinito cuando es "similar a una parte propia de sí mismo", en la terminología moderna, es equinúmero a uno de sus subconjuntos propios.

## ¿Qué son los números?
Está bien versado en las técnicas fundamentales de la teoría abstracta de conjuntos, que interesa a Cantor. Tras publicar su método de cortes para la construcción de números reales en 1872, Dedekind se dedicó casi por completo a obtener una definición precisa de los distintos conjuntos numéricos. Sus manuscritos incluyen un análisis detallado de la construcción de números complejos como pares ordenados de números reales por parte de William Rowan Hamilton en la década de 1830, que encontró que cumplía con sus expectativas de rigor. También encontramos entre sus documentos los estudios realizados para obtener construcciones rigurosas del conjunto de los números enteros (Z) y del conjunto de los números racionales (Q). Obtener una definición precisa de los números naturales no iba a ser fácil, porque no existe un conjunto de números más simple que (N). Redacción de la primera versión de su monografía ¿Qué son y para qué sirven los números? Lo ocupó de 1872 a 1878. Después de terminar su colaboración con Heinrich Weber, reanudó sus investigaciones y luego preparó, en junio y julio de 1887 un segundo borrador. Tras un extenso trabajo de revisión, dio los últimos retoques a la versión definitiva de su monografía Was sind und was sollen die Zahlen? en octubre de 1887, y lo publicó en su ciudad natal al año siguiente. A diferencia de la inmensa mayoría de sus contemporáneos, Dedekind está interesado en un problema vinculado a las raíces mismas de las matemáticas: la definición precisa del concepto de “número natural” . También presenta, de manera explícita, muchas de sus concepciones filosóficas sobre las matemáticas y desarrolla extensamente su pensamiento abstracto, Según Dedekind,
los números son creaciones libres de la mente humana; facilitan y mejoran la comprensión de las diferencias entre las cosas}}.

## Honores
El asteroide (19293) Dedekind fue nombrado así en su honor.